# Dispensa (diritto)
In diritto la dispensa si distingue dalla deroga in quanto sottrae uno specifico soggetto dall'applicazione della norma, mentre la deroga agisce sulla norma stessa ed ha, quindi, efficacia erga omnes, ossia nei confronti della generalità dei soggetti. 

## Origine
La dispensa consegue all'esercizio di una potestà attribuita dall'ordinamento ad un'autorità e, quindi, ad un provvedimento della stessa, mentre la deroga è un'espressione della medesima potestà normativa in virtù della quale è stata emanata la norma derogata. Talvolta, peraltro, il termine deroga viene utilizzato come sinonimo di dispensa.

## Nel diritto canonico della Chiesa cattolica
La dispensa esonera un soggetto (tipicamente una persona fisica o persona giuridica ecclesiastica) dall'obbligo di osservare una legge ecclesiastica, mentre non può operare rispetto al diritto divino. 
È concessa da chi esercita la potestà legislativa, cioè il Papa o un vescovo, e la sua possibilità è quindi prevista all'interno delle leggi ecclesiastiche. 
È qualificata giuridicamente come un atto amministrativo singolare. La singolarità può consistere sia nella singolarità dell'individuo, cui la dispensa viene data, sia nella singolarità del gruppo, sia nella singolarità delle volte. Così è ancora caso singolo o particolare se viene dispensata una intera comunità, come per es. una diocesi, ma soltanto per qualche caso.